# Bande indienne
Au Canada, une bande indienne est une appellation servant à désigner une population de personnes autochtones issues des Premières Nations. L'expression est d'ailleurs parfois remplacée par Première Nation (en anglais : Indian Band, First Nation ou First Nation Band). Elle trouve son origine dans la Loi sur les Indiens, une loi fédérale canadienne applicable dans tout le pays. Chaque bande est gouvernée par un conseil de bande, qui en constitue l'organe décisionnel et politique selon la loi. Certaines bandes peuvent cependant également reconnaître l'autorité de chefs héréditaires, tels que les membres des ethnies kwakwaka’wakw et haïda.
La bande indienne n'est pas un concept reposant uniquement sur l'ethnicité des personnes qui la composent : cela signifie qu'un groupe ethnique autochtone canadien peut être scindé en une multitude de bandes, comme une bande peut regrouper des membres de plus d'une ethnie. Il s'agit plutôt d'un groupe de personnes qui partageaient, lors de l'établissement de la bande les concernant, des ressources et des caractéristiques communes, notamment le territoire. 
La bande indienne peut également s'unir avec d'autres bandes afin de former un conseil tribal, une organisation regroupant des bandes indiennes partageant des intérêts politiques, sociaux, régionaux ou économiques ou ayant des caractéristiques ethniques, linguistiques ou culturelles communes,.
En date du mois de mars 2019, le gouvernement du Canada reconnaît un total de 619 bandes indiennes ou Premières Nations.

## Définition juridique
La bande indienne est définie, en droit canadien — dans la « Loi sur les Indiens, LRC 1985, c I-5 » — par :

« Groupe d'Indiens, selon le cas :

a)  à l’usage et au profit communs desquels des terres appartenant à Sa Majesté ont été mises de côté avant ou après le 4 septembre 1951 ;

b)  à l’usage et au profit communs desquels, Sa Majesté détient des sommes d’argent ;

c)  que le gouverneur en conseil a déclaré être une bande pour l’application de la présente loi. »

## Description
Comme son nom l'indique, la bande indienne constitue un regroupement de personnes dont l'effectif est relativement restreint et qui partagent des caractéristiques communes. Elle est de surcroît constituée d'« Indiens », un terme archaïque mais qui a toujours valeur juridique, qui désigne une personne autochtone du Canada issue des Premières Nations. Aujourd'hui, dans son acception juridique, la bande peut désigner un groupe dont le nombre de membres est assez étendu (par exemple, la Première Nation Qalipu Mi'kmaq (en)). 
Certaines des bandes indiennes sont constituées de personnes issues de plus d'un groupe ethnique autochtone, que ce soit à cause de la perturbation de leurs coutumes traditionnelles par la colonisation, par commodité administrative du point de vue du gouvernement du Canada ou encore par des alliances entre groupes d'autochtones survenues antérieurement à l'érection de la bande . 
La bande indienne jouit habituellement d'un territoire réservé, appelé « réserve indienne ». Il peut lui en être réservé un seul ou plusieurs. Le propriétaire des terrains constituant la réserve est toutefois l'État canadien. Les réserves i diennes font donc partie des terres de la Couronne. 
La bande indienne est gouvernée et administrée par un conseil de bande, formé d'un chef et de conseillers, quelque peu à l'image du conseil d'une municipalité. Le conseil de bande est chargé d'administrer les affaires internes sur les terres mises à la disposition de la bande et ses compétences sont habituellement limitées à celles d'une administration locale, bien qu'elles puissent faire l'objet d'extensions convenues avec le gouvernement fédéral ou un gouvernement provincial ou territorial et formalisées dans une entente ou un traité. 

### Adhésion à la bande
Le statut d'Indien, tel que défini par la Loi sur les Indiens, n'octroie pas nécessairement la possibilité d'appartenir à une bande indienne. Depuis une réforme importante de la loi en 1985, les bandes peuvent prévoir par elles-mêmes les règles régissant l'admission d'une personne en leur sein. Auparavant, la règle d'admission était identique pour toutes les bandes : fixée par la Loi sur les Indiens, elle prévoyait que tous les Indiens et exclusivement eux puissent adhérer à une bande. Cependant, certaines bandes décident de toujours s'en remettre à la loi pour déterminer l'admission de leurs membres.

## Listes
- Liste des Premières Nations du Canada
- Liste des bandes indiennes en Alberta
- Liste des bandes indiennes en Colombie-Britannique
- Liste des bandes indiennes à l'Île-du-Prince-Édouard
- Liste des bandes indiennes au Manitoba
- Liste des bandes indiennes au Nouveau-Brunswick
- Liste des bandes indiennes en Nouvelle-Écosse
- Liste des bandes indiennes en Ontario
- Liste des bandes indiennes au Québec
- Liste des bandes indiennes en Saskatchewan
- Liste des bandes indiennes à Terre-Neuve-et-Labrador
- Liste des bandes indiennes dans les Territoires du Nord-Ouest
- Liste des bandes indiennes au Yukon